# Pteris cuspidata
Pteris cuspidata là một loài dương xỉ trong họ Pteridaceae. Loài này được Thunb mô tả khoa học đầu tiên năm 1800.
Danh pháp khoa học của loài này chưa được làm sáng tỏ. 